# Arcidiocesi di Hangzhou
L'arcidiocesi di Hangzhou (in latino Archidioecesis Hamceuvensis) è una sede metropolitana della Chiesa cattolica in Cina. Nel 1950 contava 27.003 battezzati su 6.467.246 abitanti. È retta dal vescovo Joseph Yang Yong-qiang.

## Territorio
L'arcidiocesi comprende parte della provincia cinese dello Zhejiang.
Sede arcivescovile è la città di Hangzhou, dove si trova la cattedrale dell'Immacolata Concezione.

## Storia
Il vicariato apostolico del Chekiang occidentale fu eretto il 10 maggio 1910 con il breve Quae christiano nomini di papa Pio X, ricavandone il territorio dal vicariato apostolico del Chekiang (oggi diocesi di Ningbo).
Il 3 dicembre 1924 assunse il nome di vicariato apostolico di Hangchow in forza del decreto Vicarii et Praefecti della Congregazione di Propaganda Fide.
L'11 aprile 1946 il vicariato apostolico è stato elevato al rango di arcidiocesi metropolitana con la bolla Quotidie Nos di papa Pio XII.
L'ordinazione, il 25 giugno 2000, di Matthew Cao Xiangde senza l'autorizzazione o la legittimazione della Santa Sede provocò una nota di protesta di Roma.

## Cronotassi dei vescovi
Si omettono i periodi di sede vacante non superiori ai 2 anni o non storicamente accertati.
- Paul-Albert Faveau, C.M. † (10 maggio 1910 - 18 febbraio 1937 dimesso)
- Jean-Joseph-Georges Deymier, C.M. † (18 febbraio 1937 - 2 aprile 1956 deceduto)
  - Sede vacante
  - Matthias Wu Guo-huan † (27 aprile 1960 consacrato - 1987 dimesso)
  - John Zhu Feng-qing † (27 novembre 1988 consacrato - 12 dicembre 1997 deceduto)
  - Matthew Cao Xiang-de † (25 giugno 2000 consacrato - 9 luglio 2021 deceduto)
- Joseph Yang Yong-qiang, dal 12 giugno 2024

## Statistiche
Le ultime statistiche ufficiali riportate dall'Annuario Pontificio si riferiscono al 1950; in quell'anno l'arcidiocesi, su una popolazione di 6.467.246 persone contava 27.003 battezzati, corrispondenti allo 0,4% del totale.
Secondo la Guide to the Catholic Church in China, nel 2014 la diocesi contava all'incirca 30.000 fedeli, 50 chiese aperte al culto, 20 sacerdoti e 19 religiose.
| anno | popolazione | popolazione | popolazione | presbiteri | presbiteri | presbiteri | presbiteri                | diaconi | religiosi | religiosi | parrocchie |
| anno | battezzati  | totale      | %           | numero     | secolari   | regolari   | battezzati per presbitero | diaconi | uomini    | donne     | parrocchie |
| ---- | ----------- | ----------- | ----------- | ---------- | ---------- | ---------- | ------------------------- | ------- | --------- | --------- | ---------- |
| 1950 | 27.003      | 6.467.246   | 0,4         | 62         | 30         | 32         | 435                       |         |           | 120       | 32         |

## Galleria d'immagini

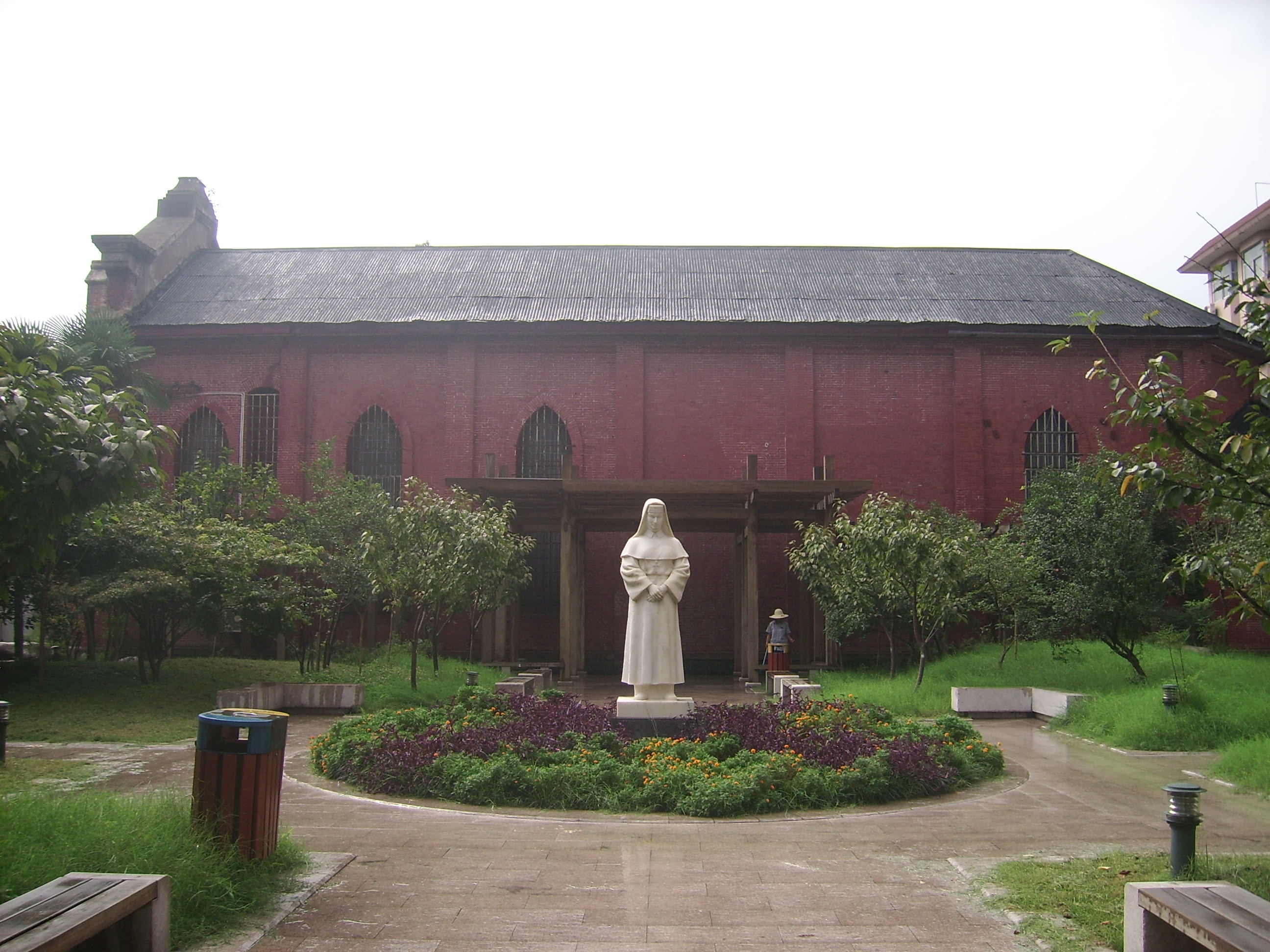
L'ex ospedale delle Figlie della Carità di Hangzhou e in primo piano la statua della sua fondatrice, suor Hacard
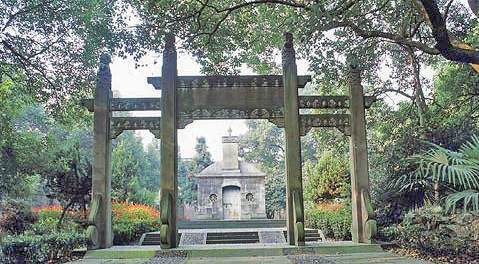
La tomba del gesuita Martino Martini, morto a Hangzhou nel 1661, costruttore della cattedrale